# Diogmites winthemi
Diogmites winthemi là một loài ruồi trong họ Asilidae. Diogmites winthemi được Wiedemann miêu tả năm 1821. Loài này phân bố ở vùng Tân nhiệt đới.